# 鳥取ノ荘駅
鳥取ノ荘駅（とっとりのしょうえき）は、大阪府阪南市鳥取にある、南海電気鉄道南海本線の駅。駅番号はNK38。

## 歴史
- 1919年（大正8年）3月1日：南海鉄道 尾崎駅 - 箱作駅間に新設。
- 1944年（昭和19年）6月1日：会社合併により近畿日本鉄道の駅となる。
- 1947年（昭和22年）6月1日：路線譲渡により南海電気鉄道の駅となる。
- 2012年（平成24年）4月1日：駅ナンバリングが導入され、使用を開始[1][2]。
- 2016年（平成28年）3月27日：南改札口の供用開始[3]。

## 駅構造

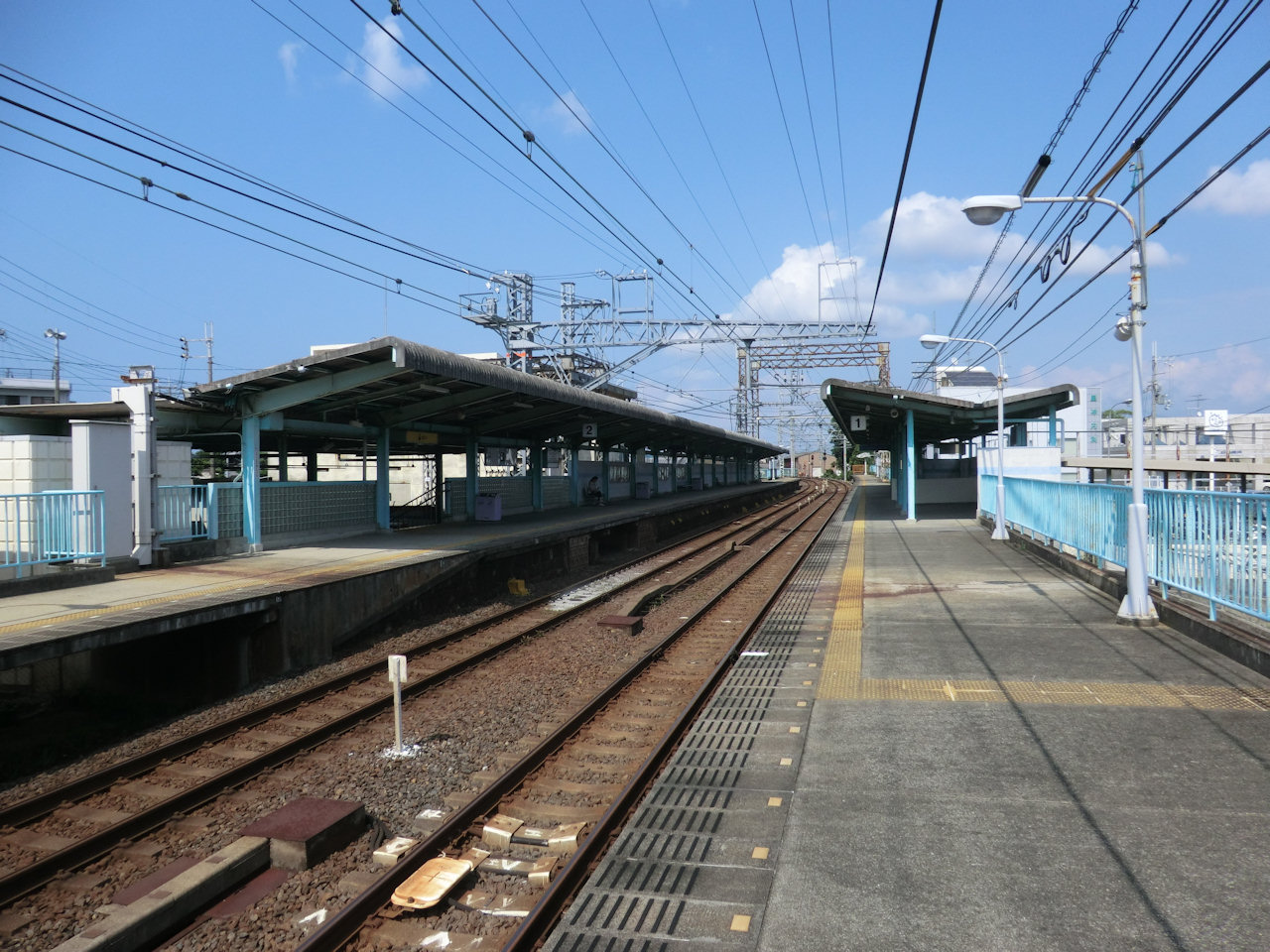
ホーム（2012年7月）

相対式2面2線のホームを持つ地平駅である。駅舎と改札口はホームごとにあるが、入場後のホーム同士の往復は可能。かつては構内踏切が設けられていたが、後に廃止され、現在の駅構造に変更されている。改札の近くにトイレが設置されている。

### のりば
| のりば | 路線   | 方向 | 行先                 |
| ------ | ------ | ---- | -------------------- |
| 1      | 南海線 | 下り | 和歌山市方面         |
| 2      | 南海線 | 上り | 関西空港・なんば方面 |

## 利用状況
2019年（令和元年）次の1日平均乗降人員は3,435人（乗車人員：1,693人、降車人員：1,742人）である。
| 年次   | 1日平均 乗降人員 | 1日平均 乗車人員 | 順位 | 出典   |
| ------ | ---------------- | ---------------- | ---- | ------ |
| 2000年 | 6,520            | 3,405            |      | [ 5 ]  |
| 2001年 | 6,177            | 3,217            |      | [ 6 ]  |
| 2002年 | 5,950            | 3,098            |      | [ 7 ]  |
| 2003年 | 5,580            | 2,895            |      | [ 8 ]  |
| 2004年 | 5,272            | 2,729            |      | [ 9 ]  |
| 2005年 | 5,008            | 2,598            |      | [ 10 ] |
| 2006年 | 4,805            | 2,482            |      | [ 11 ] |
| 2007年 | 4,733            | 2,446            |      | [ 12 ] |
| 2008年 | 4,618            | 2,377            |      | [ 13 ] |
| 2009年 | 4,418            | 2,275            |      | [ 14 ] |
| 2010年 | 4,283            | 2,190            |      | [ 15 ] |
| 2011年 | 4,122            | 2,102            |      | [ 16 ] |
| 2012年 | 4,033            | 2,046            | 57位 | [ 17 ] |
| 2013年 | 3,964            | 2,024            | 58位 | [ 18 ] |
| 2014年 | 3,822            | 1,928            | 58位 | [ 19 ] |
| 2015年 | 3,802            | 1,890            | 59位 | [ 20 ] |
| 2016年 | 3,791            | 1,876            | 59位 | [ 21 ] |
| 2017年 | 3,639            | 1,787            | 60位 | [ 22 ] |
| 2018年 | 3,507            | 1,735            | 60位 | [ 23 ] |
| 2019年 | 3,435            | 1,693            | 60位 | [ 24 ] |

## 駅周辺
駅周辺は民家が多く立ち並んでいる。南側には駐輪場やコンビニ等がある。
- 阪南西鳥取郵便局

### バス路線
阪南市コミュニティーバス「さつき号」（運行は南海ウイングバス本社営業所が受託）の鳥取ノ荘駅前停留所がある。
- 光陽台・舞コース

## 隣の駅
南海電気鉄道
 南海本線
■特急サザン・■急行
通過
■区間急行・■普通
尾崎駅 (NK37) - 鳥取ノ荘駅 (NK38) - 箱作駅 (NK39)